# رد جاینت موویز
رد جاینت موویز (انگلیسی: Red Giant Movies) یک شرکت هندی تولید و توزیع فیلم است و تحت سرپرستی اودایانیدی استالین که فردی سیاستمدار، بازیگر و اهل کسب و کار می‌باشد به فعالیت می‌پردازد. بیشتر فیلم‌های مهم اکران شده در تامیل نادو را این شرکت توزیع کرده‌است و اغلب به در دست گرفتن انحصار بازار سینمای تامیل متهم می‌شود.